# Trochosa ochracea
Trochosa ochracea este o specie de păianjeni din genul Trochosa, familia Lycosidae. A fost descrisă pentru prima dată de L. Koch, 1856.
Este endemică în Spania. Conform Catalogue of Life specia Trochosa ochracea nu are subspecii cunoscute.